# Scribonio Largo
Scribonio Largo (in latino Scribonius Largus; fl. 43-44) è stato un medico e scrittore romano.

## Biografia
Attivo durante gli anni del principato di Claudio, Scribonio Largo era probabilmente un liberto originario della Sicilia legato a Gaio Giulio Callisto liberto dell'imperatore. La sua preparazione è fatta risalire all'età tiberiana.
Prese parte alla spedizione britannica di Claudio nel 43 d.C., e l'anno successivo iniziò a comporre un ricettario, le Compositiones, che fu pubblicato verso il 47-48, forse in una doppia redazione greca e latina (che giustificherebbe il particolare carattere linguistico del testo).

## LeCompositiones

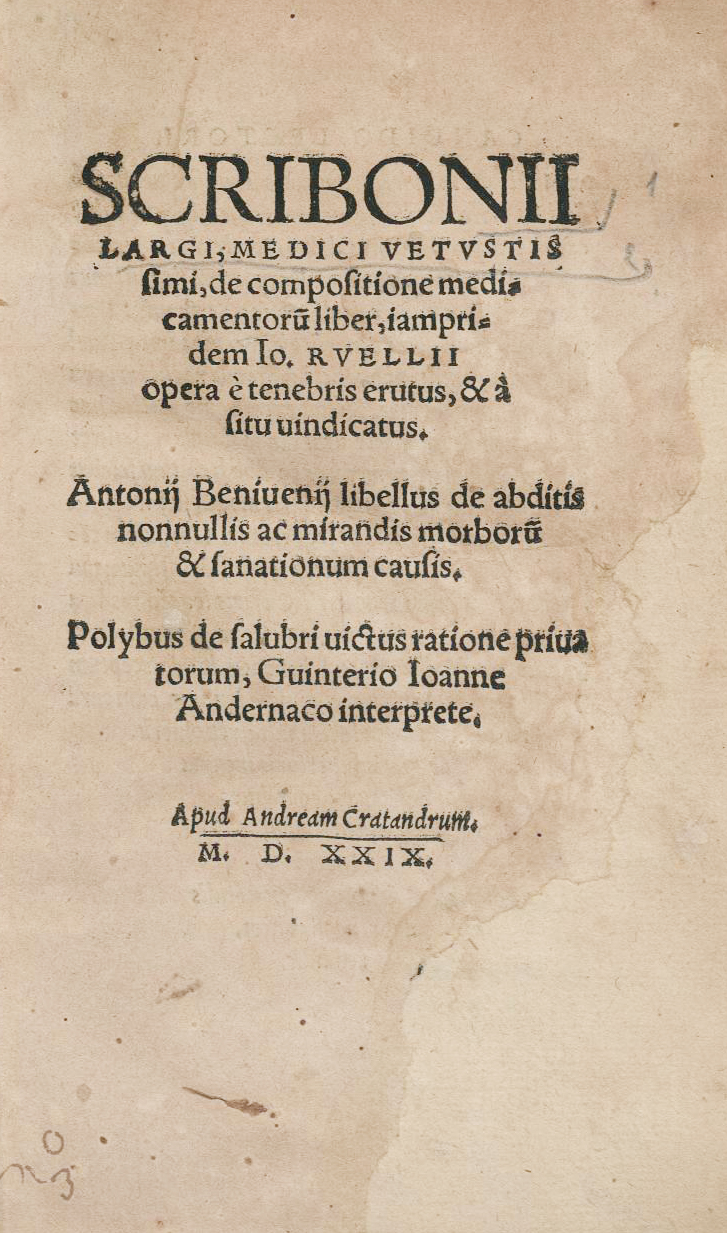
De compositione medicamentorum liber, 1529

L'opera è dedicata a Gaio Giulio Callisto, un potente liberto della corte e raccoglie 271 ricette mediche(alcune delle quali perdute) contro ogni genere di male.
Il testo è diviso in due parti: nel primo le ricette (in numero di 162) sono presentate secondo lo schema dalla teste ai piedi (secondo il criterio già presente in Celso). Seguono 37 ricette di antidoti (tra i quali la theriaca) contro veleni, morsi e punture. Sono poi illustrati impiastri, malagmata (unguenti) e acopa (antidolorifici) utilizzati dai chirurghi. Il linguaggio adottato è ricco di volgarismi.
Nella prefazione l'autore, rifacendosi ad Ippocrate definisce il codice deontologico del medico, improntato a misericordia e umanità. Il medico delineato dallo scrittore deve prestare soccorso a chiunque stia male, indipendentemente dalla condizione economica dei pazienti, ed impegnarsi solo nelle arti che guariscono: per tale motivo è decisamente condannata ogni pratica abortiva.
Scribonio indica il nome degli autori dei vari preparati che presenta, in qualche caso se stesso, e afferma di averli sperimentati tutti, dichiarando qualche volta di aver cambiato le proporzioni degli ingredienti rispetto alle sue fonti. 
Fra i trattamenti più interessanti si ricorda l'elettroterapia per la cura della gotta e delle cefalee tramite l'uso di torpedini (Torpedo marmorata) e razze (Rajiformes) poste a diretto contatto col corpo del malato.
Nell'opera sono citate 249 sostanze vegetali, 45 minerali e 36 animali, tutte provenienti dal bacino del Mediterraneo, dal Vicino Oriente o dall'Africa.
Spesso i rimedi vegetali consigliati da Scribonio avevano realmente un effetto terapeutico: si ricorda l'analgesico per l'angina della madre dell'imperatore Claudio.
I suoi dentifrici contengono abrasivi, agenti sbiancanti e del nardo per migliorare l'alito.
Alcune delle ricette sono invece di origine dubbia o esotica: tra di esse, per es., l'uso della pietra bezoar contro i morsi degli animali arrabbiati, la consultazione astrologica per migliorare l'efficacia dei rimedi medici, la salamandra contro il freddo e il succo di mandragora. 
Sono condannati invece l'uso di altre pratiche considerate superstiziose (come il cervello di cerbiatto o il sangue di gladiatore contro l'epilessia.
L'opera godette di enorme successo per tutta l'età imperiale e tardo-imperiale, tanto che la maggior parte delle ricette fu ripresa da un medico del V secolo d.C., Marcello Empirico, che, nel 410 circa, la utilizzò per redigere la sua opera De medicamentis empiricis, physicis, et rationabilibus di grande valore per la comprensione del testo di Scribonio Largo.
Le Compositiones furono riscoperte all'inizio del XVI secolo e pubblicate per la prima volta nel 1529. I preparati furono utilizzati nelle farmacopee utilizzate almeno fino al 1655.

## Opere
- (LA) De compositione medicamentorum liber, Basel, Andreas Cratander, 1529.
- Ricette, prefazione, testo latino, traduzione italiana e note a cura di Aldo Marsili, Edizioni "Omnia Medica", Pisa, 1956.
- Ricette mediche, traduzione e commento a cura di Loredana Mantovanelli, con una presentazione di Alfredo Buonopane, S.A.R.G.O.N. editrice, Padova, 2012.